# Ejido (Venezuela)
Pour les articles homonymes, voir Ejido (homonymie).
San Buenaventura de Ejido est la troisième ville la plus importante de l'État de Mérida avec une population de 107 056 habitants en 2005.

## Géographie
Avec Tabay et Mérida, elle forme l'aire métropolitaine de Mérida qui totalise plus de 350 000 habitants. Ejido est le chef-lieu du Municipio Campo Elías, construit comme une paroisse foraine de la ville de Mérida, en 1761 et le siège de l'Instituto Universitario Tecnológico de Ejido (IUTEJ), proposant plusieurs cursus universitaires techniques. La ville est située sur le plateau du Chama, une vallée alluviale des fleuves La Portuguesa et Montalbán.
La ville est située dans la partie centrale de la cordillère andine vénézuélienne, dans la terrasse de la vallée alluviale des fleuves Montalbán et La Portuguesa.
Neuf fleuves et 18 affluents la traversent. Les principaux fleuves étant :
- Montalbán ;
- Las González ;
- Negro ;
- Blanco ;
- Capaz ;
- San Eusebio ;
- Macho ;
- Tostós ;
- San José.

Le Municipio Campo Elías présente un relief montagneux. Sa faune se compose d'oiseaus, comme les colibris et les perroquets, de lapins de montagnes, d'opossums, de tatous... La flore présente une grande variété de plantes forestières.

## Histoire

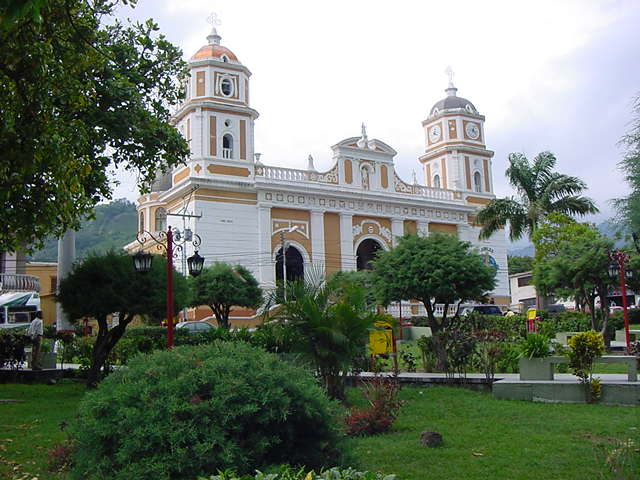
une vue de Plaza Bolivar d'Ejido

Fondée le 14 juillet 1650 par le capitaine Buenaventura de Bustos Baquero, avec comme nom de San Buenaventura de Ejido, c'est d'abord un lieu de culture de la canne à sucre et ce dès la fin du XVIe siècle. Ejido est également connue comme le pays de la goyave. En 1705 elle est élevée au rang de paroisse ecclésiastique (incluses une installation d'Indiens) et forme avec Mérida une agglomération. En 1811 elle est élevée au titre de Villa par le Gouvernement Républicain.
En 1830, elle devient le chef-lieu du Canton de Ejido. Le canton se compose, en 1864, de la Villa d'Ejido et des paroisses de La Mesa, Jají et Acequias. En 1868 le canton de Ejido prend le nom de Departamento Sutherland et le chef-lieu est appelé Villa de Campo Elías, puis à la fin de la même année Departamento de Campo Elías, le chef-lieu étant rebaptisé Ejido.
Le 28 décembre 1876 elle est rebaptisée Ville d'Ejido, chef-lieu du District Campo Elías. Le 16 février 1986 est fondée la paroisse Ignacio Fernández Peña de la Ville d'Ejido. Cette même année, sa dénomination officielle est Municipio Autónomo Campo Elías, chef-lieu Ejido. Enfin en 1992 il prend la dénomination de Municipio Campo Elías, chef-lieu Ejido.

### Étymologie

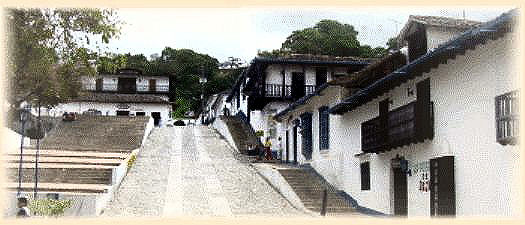
Le quartier pittoresque de Jaji d'Ejido.

Municipio Campo Elías doit son nom au héros de l'indépendance le colonel Vicente de Campo Elías. Le nom du chef-lieu, Ejido vient de la position près des terres communes (ejidos), de Mérida.
Originairement Ejido était connu comme le pays des goyaves, du miel et des fleurs.

## Climat
Le climat dans la ville d'Ejido est de montagne avec des températures qui oscillent entre 18 et 23 °C.

## Démographie
Ejido est la ville andine qui a la croissance la plus rapide. La municipalité de Campo Elías occupe actuellement la troisième place dans l’État. En 1981, Ejido comptait Modèle:Formantum:20511 habitants, puis 41 924 en 1990. À partir de 2001, la démographie a fortement augmenté avec plus de 82 400 habitants, pour atteindre 107 000 habitants en 2005.
Cet accroissement de la population résulte d'un exode rural poussant les populations à venir s'installer en ville plutôt que de rester à cultiver les champs en vue d'une amélioration de leur qualité de vie. À terme Ejido pourrait devenir une cité-dortoir pour Mérida avec une population de taille similaire voire supérieure à cette dernière.

## Économie
L'économie se concentre sur le commerce principalement sur l'agro-industrie et sur les services hôteliers. Dans ses zones limitrophes il se développe une gamme ample de cultures, comme que l'altitude, de la canne à sucre à la pomme de terre. C'est un centre producteur essentiel de cannes à sucre et présence de pressoirs. Los Guaimaros et Aguas Calientes conservent la tradition céramiste. L'élevage est une importante activité économique aussi avec l'élevage de bovins, surtout de lait, porcins et ovins.